# Sonate K. 192
La sonate K. 192 (F.144/L.216) en mi bémol majeur est une œuvre pour clavier du compositeur italien Domenico Scarlatti.

## Présentation
La sonate K. 192 en mi bémol majeur, notée Allegro seulement dans le manuscrit de Parme, forme une paire avec la sonate suivante. C'est une pièce légère, qui commence par une longue section qui évoque les figures des concertos baroques, avant de s'installer dans un style galant, avec un accompagnement de type Alberti, auxquels s'ajoutent des fragments mélodiques typiques de Rutini (mesures 23 et suivantes), monde sonore des premières sonates modernes. L'œuvre commence par une déclaration de caractère assez sévère, à la main gauche que répète la main droite, mais transformée en moquerie.

Le manuscrit principal est le numéro 21 du volume II de Venise (Ms. 9773, 1752), copié pour Maria Barbara ; les autres sont Parme IV 16 (Ms. A. G. 31409), Münster V 56 (Sant Hs 3968) et Vienne A 41 (VII 28011 A).

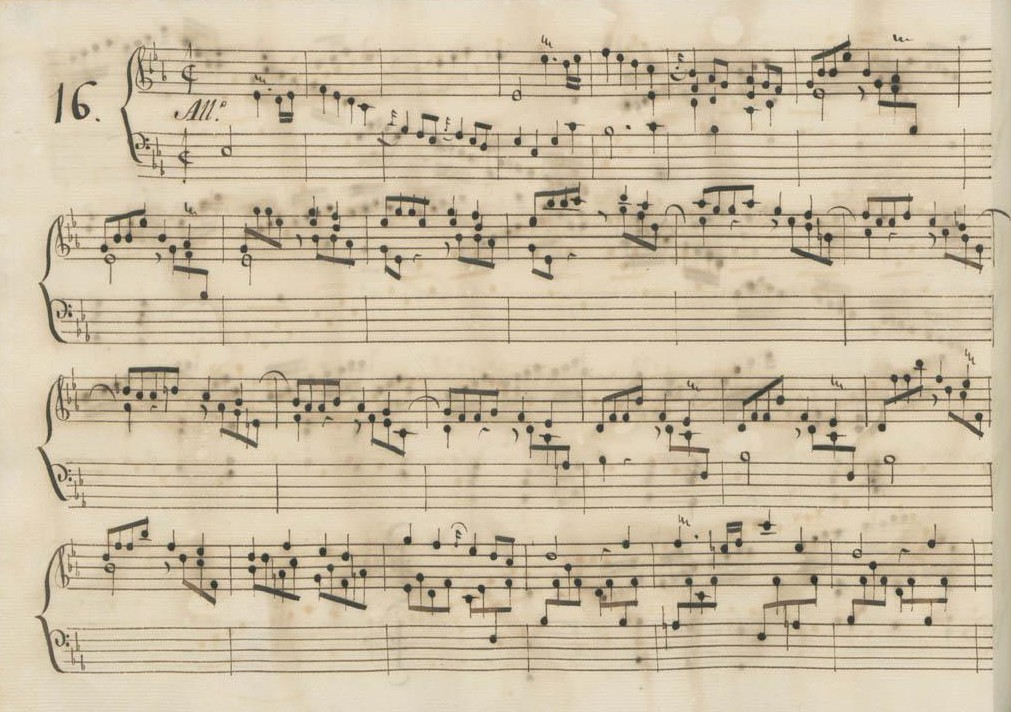
Parme IV 16.
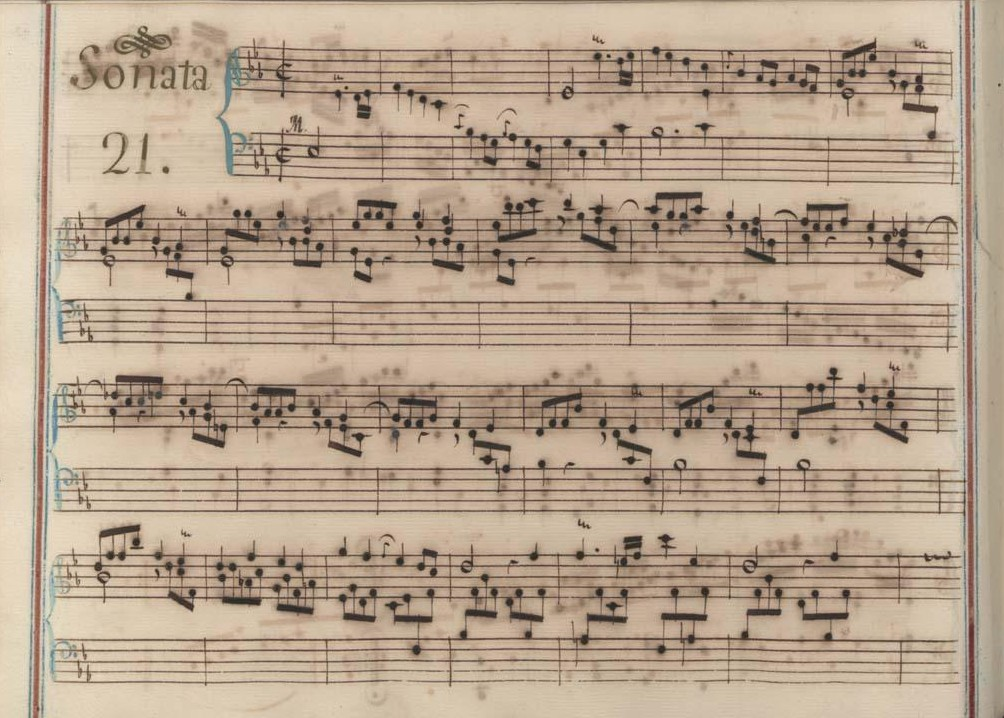
Venise II 21.
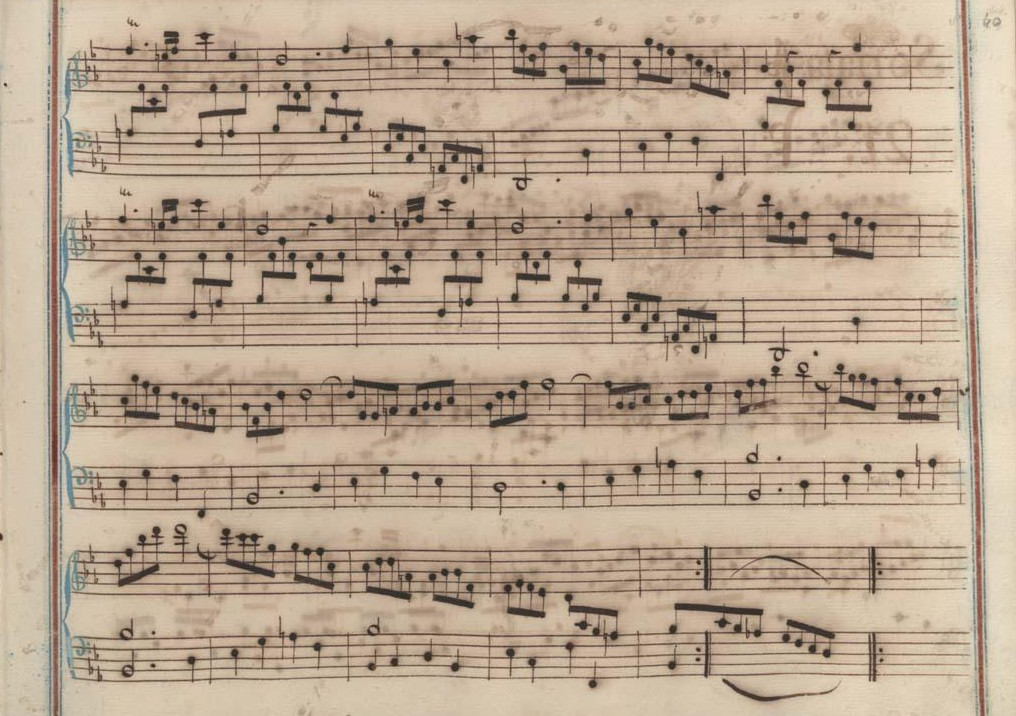
Venise II 21 (fin de la première section).

## Interprètes
La sonate K. 192 est défendue au piano notamment par Carlo Grante (2009, Music & Arts, vol. 2) et Lucas Debargue (2019, Sony) ; au clavecin par Gustav Leonhardt (1978, Seon/Sony), Scott Ross (1985, Erato), Emilia Fadini (1999, Stradivarius, vol. 7), Richard Lester (2001, Nimbus, vol. 1) et Pieter-Jan Belder (Brilliant Classics, vol. 5).

## Sources
: document utilisé comme source pour la rédaction de cet article.
- Ralph Kirkpatrick (trad. de l'anglais par Dennis Collins), Domenico Scarlatti, Paris, Lattès, coll. « Musique et Musiciens », 1982 (1re éd. 1953 (en)), 493 p. (ISBN 978-2-7096-0118-4, OCLC 954954205, BNF 34689181).
- Alain de Chambure, « Domenico Scarlatti : Intégrale des sonates — Scott Ross », Erato (2564-62092-2), 1985 (OCLC 891183737) .
- (en) Carlo Grante, « Domenico Scarlatti, intégrale des sonates pour clavier (vol. 2) », Music & Arts (CD-1291), 2009 (OCLC 840087257) .